# Csapat északi összetett a 2014. évi téli olimpiai játékokon
A 2014. évi téli olimpiai játékokon az északi összetett csapatversenyét február 20-án rendezték Krasznaja Poljanában. A versenyt a norvég csapat nyerte. Magyar csapat nem vett részt a versenyszámban.

## Eseménynaptár
Az időpontok moszkvai idő szerint (UTC+4), zárójelben magyar idő szerint (UTC+1) olvashatóak.
| Forduló | Időpont                    |
| ------- | -------------------------- |
| Síugrás | február 20., 12:00 (9:00)  |
| Sífutás | február 20., 15:00 (12:00) |

## Eredmények

### Síugrás, nagysánc
| Hely. | R  | Nemzet                                                                                           | Táv.                    | Pont                          | Időhátrány |
| ----- | -- | ------------------------------------------------------------------------------------------------ | ----------------------- | ----------------------------- | ---------- |
| 1.    | 9  | Németország (GER) · Fabian Rießle · Björn Kircheisen · Johannes Rydzek · Eric Frenzel            | 126,5 131,0 130,0 129,0 | 481,7 117,0 120,8 121,9 122,0 | —          |
| 2.    | 8  | Ausztria (AUT) · Lukas Klapfer · Christoph Bieler · Mario Stecher · Bernhard Gruber              | 126,0 133,0 132,5 122,0 | 476,3 114,8 126,7 125,3 109,5 | +0:07      |
| 3.    | 10 | Norvégia (NOR) · Magnus Moan · Magnus Krog · Jørgen Graabak · Håvard Klemetsen                   | 125,5 124,5 123,0 137,5 | 462,8 114,8 107,4 110,4 130,2 | +0:25      |
| 4.    | 7  | Franciaország (FRA) · Maxime Laheurte · Sébastien Lacroix · François Braud · Jason Lamy-Chappuis | 121,5 130,0 129,5       | 455,2 106,3 108,4 120,0 120,5 | +0:35      |
| 5.    | 2  | Csehország (CZE) · Tomáš Portyk · Tomáš Slavík · Miroslav Dvořák · Pavel Churavý                 | 124,0 119,5 124,0 125,5 | 440,0 113,9 104,2 111,9 110,0 | +0:56      |
| 6.    | 6  | Japán (JPN) · Akito Watabe · Yūsuke Minato · Hideaki Nagai · Yoshito Watabe                      | 128,0 110,5 123,5 126,0 | 433,3 120,9 90,2 108,2 114,0  | +1:05      |
| 7.    | 1  | Oroszország (RUS) · Ernyeszt Jahin · Nyijaz Nabejev · Ivan Panyin · Jevgenyij Klimov             | 116,5 121,0 118,5 130,5 | 426,2 96,0 105,0 101,5 123,7  | +1:14      |
| 8.    | 5  | Egyesült Államok (USA) · Todd Lodwick · Taylor Fletcher · Bill Demong · Bryan Fletcher           | 116,5 112,5 121,5 115,0 | 397,6 99,9 92,5 108,0 97,2    | +1:52      |
| 9.    | 4  | Olaszország (ITA) · Armin Bauer · Lukas Runggaldier · Samuel Costa · Alessandro Pittin           | 112,0 110,5 120,0 116,5 | 383,9 88,7 106,3 100,2        | +2:10      |
| –     | 3  | Finnország (FIN) · Ilkka Herola · Mikke Leinonen · Janne Ryynänen · Eetu Vähäsöyrinki            | nem indult              |                               |            |

### Sífutás, 4 × 5 km
| Helyezés | R | Nemzet                                                                                           | Időh. | Sífutás idő                             | Sífutás hely. | Összesítés | Hátrány |
| -------- | - | ------------------------------------------------------------------------------------------------ | ----- | --------------------------------------- | ------------- | ---------- | ------- |
| Arany    | 3 | Norvégia (NOR) · Magnus Moan · Håvard Klemetsen · Magnus Krog · Jørgen Graabak                   | 0:25  | 46:48,5 11:22,9 11:45,8 11:42,6 11:57,2 | 1.            | 47:13,5    | —       |
| Ezüst    | 1 | Németország (GER) · Eric Frenzel · Björn Kircheisen · Johannes Rydzek · Fabian Rießle            | 0:00  | 47:13,8 11:48,2 11:45,9 11:42,6 11:57,1 | 3.            | 47:13,8    | +0,3    |
| Bronz    | 2 | Ausztria (AUT) · Lukas Klapfer · Christoph Bieler · Bernhard Gruber · Mario Stecher              | 0:07  | 47:09,9 11:40,5 11:47,1 11:43,4 11:58,9 | 2.            | 47:16,9    | +3,4    |
| 4.       | 4 | Franciaország (FRA) · Sébastien Lacroix · François Braud · Maxime Laheurte · Jason Lamy-Chappuis | 0:35  | 47:51,3 11:42,2 11:53,6 12:23,3 11:52,2 | 6.            | 48:26,3    | +1:12,8 |
| 5.       | 6 | Japán (JPN) · Hideaki Nagai · Yūsuke Minato · Yoshito Watabe · Akito Watabe                      | 1:05  | 47:25,6 12:00,5 11:37,4 12:14,3 11:33,4 | 4.            | 48:30,6    | +1:17,1 |
| 6.       | 8 | Egyesült Államok (USA) · Bryan Fletcher · Todd Lodwick · Taylor Fletcher · Bill Demong           | 1:52  | 47:43,1 11:52,6 12:37,2 11:38,9 11:34,4 | 5.            | 49:35,1    | +2:21,6 |
| 7.       | 5 | Csehország (CZE) · Pavel Churavý · Tomáš Slavík · Miroslav Dvořák · Tomáš Portyk                 | 0:56  | 48:40,1 12:15,0 12:19,3 11:56,2 12:09,6 | 8.            | 49:36,1    | +2:22,6 |
| 8.       | 9 | Olaszország (ITA) · Lukas Runggaldier · Armin Bauer · Samuel Costa · Alessandro Pittin           | 2:10  | 47:54,7 12:06,0 11:44,1 12:00,9 12:03,7 | 7.            | 50:50,1    | +2:51,2 |
| 9.       | 7 | Oroszország (RUS) · Jevgenyij Klimov · Nyijaz Nabejev · Ernyeszt Jahin · Ivan Panyin             | 1:14  | 51:35,8 13:02,8 12:47,8 12:38,3 13:06,9 | 9.            | 52:49,8    | +5:36,3 |